# 降屋久
降屋 久（ふるや ひさし、1954年10月30日 - ）は、日本の技術者、実業家、工学博士。SUMCO代表取締役社長。

## 人物・経歴
東京都出身。1983年東京都立大学 (1949-2011)大学院修了、工学博士、三菱金属（現三菱マテリアル）入社。東京都立大学在学中はアイスホッケー部キャプテンを務めた。SUMCOで結晶技術部長、執行役員米沢事業所長、常務執行役員ソーラー事業部長等を経て、2012年常務執行役員技術本部長。2017年SUMCO取締役副社長技術本部長。2018年からSUMCO代表取締役社長兼COOを務め、米中貿易戦争が市場に不安定感を与える中、経営にあたった。